# Skordiskové

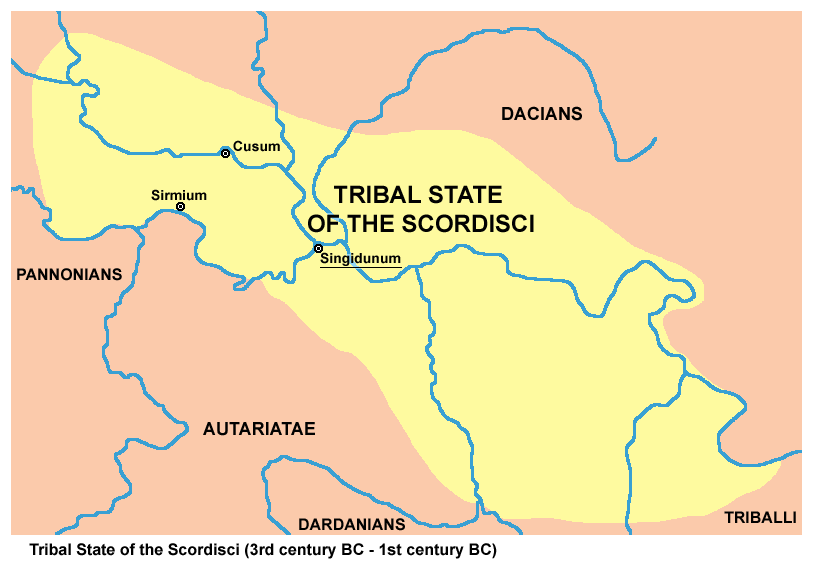
Kmenový stát Skordisků (3.–1. století př. n. l., Singidunum je dnešní Bělehrad)

Skordiskové (latinsky Scordisci) byl starověký kmen obývající kraje přiléhající k soutoku řek Sávy a Drávy s Dunajem. Ohledně jejich etnického původu se mezi historiky vedou spory. Někteří je označují za Kelty, jiní za Ilyry, případně za Thráky. Od poloviny 2. století př. n. l. vedli boje s Římany, nad nimiž opakovaně zvítězili, avšak v závěru 1. století př. n. l. se jim poddali a později byli romanizováni.